# Dawson Creek
Dawson Creek ist eine Kleinstadt im Nordosten von British Columbia in Kanada mit 12.178 Einwohnern. 2011 betrug die Einwohnerzahl noch 11.583. Die Stadt hat den Beinamen „Mile 0 City“ (dt. Stadt der nullten Meile), da sie den südlichen Abschluss bzw. Anfang des Alaska Highway bildet. Die zugehörige Wegmarke Mile 0 Post ist Hauptelement der Stadtflagge. Der Name Dawson Creek stammt vom Bach (englisch creek) desselben Namens, der durch die Stadt fließt und von einem Landvermesser im August 1879 nach George Mercer Dawson benannt wurde. Da die Stadt Dienstleistungszentrum des ländlichen Umlandes südlich des Peace River, Sitz des Peace River Regional District und Verkehrsknotenpunkt auf dem Weg von Alberta in den Teil British Columbias nördlich der Rocky Mountains ist, gab sie sich den Titel The Capital of the Peace (dt. Hauptstadt des Friedens).

## Geschichte
Dawson Creek war eine der Farmergemeinden, die von Euro-Kanadischen Siedlern auf deren Weg nach Westen durch die Prärie des Peace River Country gegründet wurden. Die Immigration nahm zu, nachdem den Siedlern ihre Siedlungsländereien von der kanadischen Regierung als Eigentum zugesprochen wurde (vgl. US-Homestead Act). Nach der Eröffnung einiger Geschäfte und Hotels im Jahre 1919 wurde Dawson Creek zur bedeutendsten Ansiedlung in der Gegend. Am 28. Mai 1921 wurde Dawson Creek als Co-operative Union (Genossenschaftsvereinigung) gegründet, was die Bedeutung des Ortes als Geschäftszentrum nochmals verstärkte.
Nach intensiver Landspekulation wurde die Endstation der Northern Alberta Railways drei Kilometer vom Dorf entfernt gebaut. Die Strecke wurde am 29. Dezember 1930 vollendet und am 15. Januar 1931 erreichte der erste Personenzug die Station. Die Eisenbahnanbindung und der Bau vieler Getreideheber zogen mehr Siedler an und führten dazu, dass Dawson Creek 1936 offiziell als Dorf (englisch village) begründet wurde. Nach dem Beginn des Zweiten Weltkriegs kamen seit 1939 Flüchtlinge aus dem Sudetenland in die Region und siedelten auf Land, das von der Canadian Pacific Railway gekauft und von der Canadian Colonization Association treuhänderisch verwaltet wurde. Auf diese Weise überstieg die Bevölkerungszahl 1941 die 500-Einwohner-Grenze, und betrug bereits 1943 mehrere Tausend. Der Ort entwickelte sich im Jahr 1942 rasch, da tausende von US-amerikanischen Soldaten, Ingenieuren und Vertragsarbeitern zum Eisenbahnendpunkt kamen, um den Alaska Highway zu bauen.
Im Jahr 1951, nachdem die Straße fertiggestellt war und die Bauarbeiter Dawson Creek verlassen hatten, betrug seine Einwohnerzahl etwa 3.500. Der Ort erfuhr ein enormes Bevölkerungswachstum in den 1950er Jahren, besonders nachdem der British Columbia Highway 97 (John Hart Highway) und eine parallele Eisenbahnstrecke Dawson Creek mit dem Inneren British Columbias (Cariboo) und dem Lower Mainland, der Region um Vancouver, verband. In dieser Zeit wurde auch die größte Gasanlage Westkanadas gebaut und Vertretungen der kanadischen Bundesregierung eingerichtet und die Stadt hatte 1961 etwa 11.000 Einwohner.
Das Wachstum der Stadt nahm in den 1960ern ab; seine höchste Bevölkerungszahl hatte Dawson Creek 1966 mit 12.392 Einwohnern. In den 1970er Jahren errichtete die Provinzregierung Büros in der Stadt, das Northern Lights College eröffnete einen Campus in Dawson Creek und das Einkaufszentrum Dawson Creek Mall wurde gebaut. Außerdem wurden mehrere moderne Getreideheber gebaut und die fünf alten, hölzernen Getreideheber abgebaut. Heute steht nur noch einer der historischen Getreideheber, der mittlerweile eine Kunstgalerie beherbergt. Seit den 1970er Jahren sind Bevölkerung und Wirtschaft Dawson Creeks nicht wesentlich gewachsen. Dies ist vor allem auf die nahegelegene Orte Fort St. John und Grande Prairie (in Alberta) zurückzuführen. Ersteres entwickelte sich zum Industrie-, Letzteres zum Handelszentrum der Region.
Die Zuerkennung der kommunalen Selbstverwaltung für die Gemeinde erfolgte am 26. Mai 1936 (incorporated als Village Municipality ). Seit dem 27. Juni 1967 hat Dawson Creek den Status einer Stadt.

## Bevölkerung

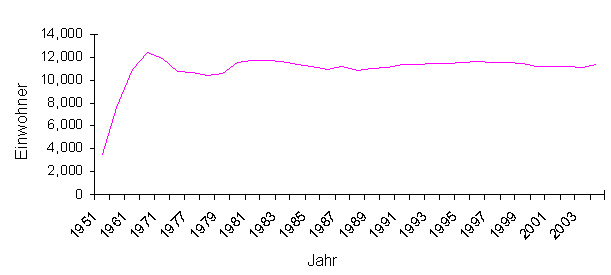
Bevölkerungsentwicklung 1951–2004, nach BC Stats.

Die kanadische Bevölkerungszählung von 1941 ermittelte 518 ständige Einwohner in Dawson Creek. Im Zensus von 1951 wurden bereits 3.589 Einwohner gezählt, was einer Versiebenfachung der Einwohnerzahl in zehn Jahren entspricht. Die Zählung von 1956 ermittelte 7.531 Einwohner. Dieses schnelle Bevölkerungswachstum ist auf den Bau des Alaska Highway im Jahr 1942 zurückzuführen, der Dawson Creek zum Endpunkt der Eisenbahn aus den USA über Alberta machte und tausende von Arbeitern in die Stadt brachte. Die neue Straße machte die Stadt zum wichtigen Umladepunkt von Lastwagen auf Züge und zu einem Verkehrsknotenpunkt auf dem Weg in den Nordosten British Columbias von Alberta aus. Seit den späten 1970er Jahren hat sich die Bevölkerungszahl von Dawson Creek dennoch kaum verändert.
Nach dem kanadischen Zensus von 2001 lebten in der Stadt 10.740 Menschen in 4.410 Haushalten. Das Durchschnittsalter ist geringer als im übrigen British Columbia, 22,4 % der Einwohner sind unter 15 Jahre alt, im Vergleich zu 18,1 % in der Provinz. 11,1 % der Einwohner sind über 65 Jahre alt, während es auf Provinzebene 13,6 % sind. Die Religion mit den meisten Anhängern ist das Christentum: 37 % der Einwohner sind Protestanten, 18 % römisch-katholisch.
Demselben Zensus zufolge betrug die Arbeitslosenquote im Jahr 2001 10,4 % und die Erwerbsquote, der Anteil der aktiven Arbeitsbevölkerung an der Gesamtbevölkerung, 69,5 %, im Vergleich zu 8,5 % bzw. 65,2 % in Gesamt-British Columbia. Dawson Creeks höhere Erwerbsquote zeigt, dass ein größerer Bevölkerungsteil arbeitet oder Arbeit sucht, die überdurchschnittliche Arbeitslosenquote deutet auf ein Überangebot an Arbeitskräften hin. Die Arbeitslosenquote hängt vermutlich auch mit der Wirtschaftsstruktur Dawson Creeks zusammen, in der saisonale und befristete Arbeitsplätze zum Beispiel in der Verarbeitung von landwirtschaftlichen Produkten, im Bergbau und bei Öl- und Gasbohrungen eine wichtige Rolle spielen. Allerdings war die Armutsquote ebenfalls unterdurchschnittlich: Sie lag 2001 bei 16,5 % im Vergleich zu 17,8 % im Provinzdurchschnitt.
Der Zensus im Jahre 2011 ergab für die Kleinstadt einen weiteren Anwuchs der Bevölkerungszahl. Die Bevölkerung der Stadt wuchs dabei im Vergleich zum Zensus von 2006 um 5,4 % an (von 10.994 auf 11.583 Einwohner), während die Bevölkerung in British Columbia gleichzeitig um 7,0 % anwuchs.

## Wirtschaft
Dawson Creek ist ein Vertriebs- und Dienstleistungszentrum für die Region zwischen dem Peace River im Norden und den Rocky Mountains im Süden. Die Wirtschaft der Stadt entwickelte sich vor allem auf Grundlage des Primärsektors und hängt von großen ressourcenbasierten Arbeitgebern ab. Neben der Landwirtschaft sind Einzelhandel, Tourismus und Öl- und Gasextraktion von Bedeutung.
Die Landwirtschaft war und ist der bedeutendste Wirtschaftszweig für Dawson Creek, vor allem weil die Stadt ein Verkehrsknotenpunkt für die Umladung und Versand landwirtschaftlicher Produkte von Straße auf Schiene ist. Die Stadt ist von der sog. Agricultural Land Reserve umgeben, einem fruchtbaren Anbaugebiet, dessen Böden ständig gute Erträge von Qualitätsgetreide- und Graspflanzen hervorbringen. Besonders Weizen, Hafer, Roggen, Gerste, Lein, Heu, Luzerne und Steinklee werden angebaut. Viehzucht war früher von Bedeutung, die aber nach der BSE-Krise und den damit verbundenen weltweiten Grenzschließungen für kanadische Rinder stark nachgelassen hat.
Als Dienstleistungszentrum verfügt Dawson Creek über zahlreiche Einzelhandelsunternehmen, die sowohl die ländliche Umgebung als auch die Bewohner der Stadt versorgen. Allerdings hat der Einzelhandel in den vergangenen Jahren zugunsten von Grande Prairie, der nächsten größeren Stadt in der kanadischen Provinz Alberta, an Nachfrage verloren, da in Alberta keine Provinz-Mehrwertsteuer auf Käufe im Einzelhandel existiert, während in British Columbia eine 7%ige Steuer anfällt. Insbesondere für teurere Produkte fahren deshalb Einwohner von British Columbia nach Grande Prairie. Die Situation des lokalen Einzelhandels wurde durch die Ansiedlung von Groß-Supermärkten wie Walmart noch zusätzlich erschwert. Die Einwohner fahren für teure Produkte noch immer vielfach nach Alberta, aber die großen Supermärkte bieten abgesehen davon ein Sortiment von mittelteuren und günstigen Produkten an, bei denen sich der Einkauf in Alberta bisher praktisch nicht lohnte, so dass die im Zentrum der Stadt gelegenen Einzelhändler in diesen Segmenten nun ebenfalls unter Preisdruck geraten sind.
Dawson Creek ist außerdem ein Tourismusziel und verfügt über Hotels, Motels und Camping-Parks. Die Mehrzahl der Besucher kommt nach Dawson Creek, um von dort den Alaska Highway zu befahren. Viele von ihnen fahren in Konvois auf dem Highway und treffen sich dazu in Dawson Creek.
Die Wirtschaftsaktivitäten im Erdöl- und Erdgas-Bereich, die der Wirtschaft des nahe gelegenen Fort St. John starkes Wachstum beschert haben, haben sich in den vergangenen Jahren auf Dawson Creek ausgedehnt. Funde von Vorkommen südlich der Stadt und steigende Energiepreise haben die Stadt veranlasst, die Entwicklung der Erdöl- und Erdgasförderung zu unterstützen.

## Verkehr und Infrastruktur

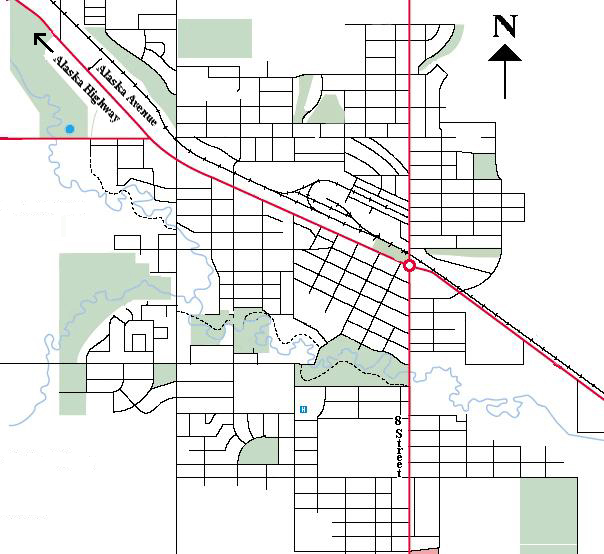
Vereinfachter Stadtplan von Dawson Creek

Mit dem schnellen Stadtwachstum wurde Mitte des 20. Jahrhunderts auch das Straßennetz von Dawson Creek in kurzer Zeit entwickelt. Es folgt einem Gitternetz-Plan aus großen Blöcken, die untereinander nur durch einige Verbindungsstraßen verbunden sind, zum Beispiel über eine Brücke über den Bach oder über einen Bahnübergang. Da es in innerhalb der Blöcke des Gitternetzes viele Stoppschilder gibt, bewegt sich der Hauptverkehr auf den beiden Hauptstraßen. Die sind die 8. Straße (8 Street) in Nord-Süd-Richtung und die Alaska Avenue in Südost-Nordwest-Richtung. Beide Straßen treffen sich in einem Kreisverkehr, an dem eine Metallstatue den Anfang des Alaska Highway markiert. Die wichtigsten Verkehrsziele in Dawson Creek sind die Geschäfte im südlichen Teil der 8. Straße und dem Mittelteil der Alaska Avenue. Der meiste Verkehr von Alberta durchquert die Stadt, insbesondere derjenige in die ölfördernden ländlichen Gebiete; dieser Verkehr kommt von Norden über die 8. Straße und folgt dann der Alaska Avenue nach Nordwesten oder umgekehrt. Trotz des Ausweises des Highway 2 – südlich und westlich der Stadt als Gefahrgut-Strecke befahren viele LKWs dennoch die beschriebene Strecke über die 8. Straße und den Alaska Highway, wodurch vielfach der Verkehr behindert und die Straße beschädigt wird.

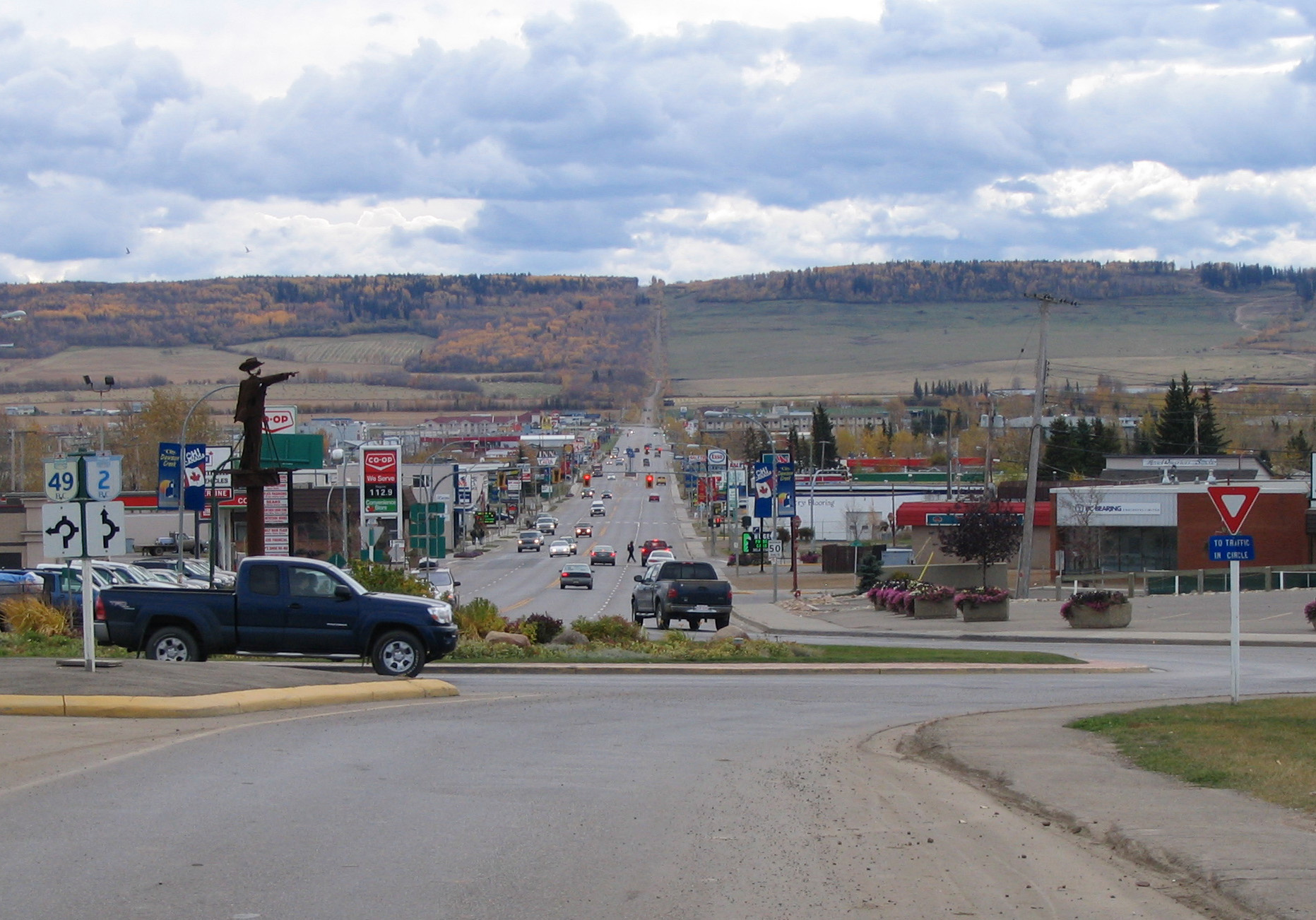
Zentraler Kreisverkehr mit Blick nach Süden auf die 8 Street; die Metallstatue weist den Weg nach Alaska.

Dawson Creek entstand als Kreuzung zweier großer Schnellstraßen und als Dienstleistungszentrum für das landwirtschaftlich geprägte Umland. Es ist über den Highway 2 bzw. die 8. Straße mit Grande Prairie und Süd-Alberta verbunden, über den Highway 49 bzw. die Alaska Avenue (östlich des Kreisverkehrs) mit Peace River und Nord-Alberta, über den Highway 97 bzw. die Alaska Avenue (westlich des Kreisverkehrs) mit Fort St. John und Alaska im Norden und dem inneren British Columbia im Westen. Während der zentrale Kreisverkehr der Anfang des Alaska Highway ist, steht einige Kreuzungen westlich davon der „Zero Mile Post“, der ein zentraler Meilenstein ist und Entfernungen von Dawson Creek zu vielen anderen Orten am Alaska Highway anzeigt, von denen das 2.400 km (bzw. 1,523 Meilen) entfernte Fairbanks das weiteste Ziel ist. Außerdem ist Dawson Creek der westliche Endpunkt der so genannten Northern Woods and Water Route, einer touristischen Route die durch die vier westlichen Provinzen Kanadas führt.
Seit 1931 war Dawson Creek über die Northern Alberta Railway an das Passagiereisenbahnnetz angeschlossen. Seit 1958 verband die Pacific Great Eastern Railway (später BC Rail, heute ein Teil der Canadian National Railway) Dawson Creek mit dem Inland von British Columbia, den Hafenstädten am Pazifik, Vancouver und Prince Rupert. Da die Stadt vor allem vom Umladen und Transport der Erzeugnisse ressourcenbasierten Wirtschaftszweigen wie Getreide, Öl- und Gasderivate und Holz lebt, war der Warenverkehr immer bedeutender als das Passagieraufkommen. Daher fahren seit 1974 keine Reisezüge mehr von Dawson Creek aus. Heute verbindet die Eisenbahn Dawson Creek mit Chetwynd in British Columbia, von wo aus Verbindungen nach Süden durch die Rocky Mountains in das Innere der Provinz und nach Norden nach Fort St. John und Fort Nelson bestehen.
Dawson Creek verfügt über drei Start- und Landeplätze für Flugzeuge. Etwa 4 Kilometer südöstlich der Kleinstadt befindet sich der 1966 gebaute Regionalflughafen Dawson Creek (IATA-Flughafencode: YDQ, ICAO-Code: CYDQ). Der Flughafen hat eine asphaltierte Start- und Landebahn von 1524 Meter Länge. Ein weiterer Flughafen (Flying L Ranch Airport) befindet sich etwa 14 Kilometer nordwestlich von Dawson Creek (IATA-Flughafencode: -, ICAO-Code: -, Transport Canada Identifier: CDC3). Dieser hat eine Grasstart- und Landebahn von 610 Meter Länge. Der dritte Flughafen ist der Wasserflughafen (IATA-Code: -, ICAO-Code: -, Transport Canada Identifier: CBC3) auf einem See nahe dem Regionalflughafen.
Zusätzlich ist die Gemeinde an ein überregionales Netz von Busverbindungen angeschlossen, welches von BC Bus North betrieben wird. Die Gemeinde liegt zum einen an der Verbindung Prince George–Mackenzie–Dawson Creek–Fort St. John und ist zum anderen Start-/Endpunkt der Verbindung Dawson Creek–Fort St. John–Fort Nelson. Mit Stand 2020 sind in diesem Netz insgesamt 34 Gemeinden und Siedlungen im zentralen und nördlichen British Columbia verbunden.
Öffentlicher Personennahverkehr wird örtlich mit zwei Buslinien durch das „Dawson Creek Transit System“ angeboten, welches von BC Transit in Kooperation betrieben wird.

## Geographie und Klima
|                       | Jan   | Feb   | Mär   | Apr  | Mai  | Jun  | Jul  | Aug  | Sep  | Okt  | Nov  | Dez  |   |       |
| Mittl. Tagesmax. (°C) | −8,7  | −4,9  | 0,9   | 10   | 16,5 | 19,9 | 21,7 | 21,1 | 16   | 9,4  | −1,6 | −6,8 | ⌀ | 7,9   |
| Mittl. Tagesmin. (°C) | −20,6 | −17,2 | −10,6 | −2,9 | 2,2  | 6,9  | 8,6  | 7,2  | 3,2  | −1,8 | −12  | −18  | ⌀ | −4,5  |
|                       |       |       |       |      |      |      |      |      |      |      |      |      |   |       |
| Niederschlag (mm)     | 28,9  | 22,3  | 21,3  | 18,1 | 37,1 | 76   | 83,9 | 60,4 | 46,7 | 28,8 | 28   | 30,6 | Σ | 482,1 |

| −20,6 |

| −17,2 |

| −10,6 |

| −2,9 |

| 2,2 |

| 6,9 |

| 8,6 |

| 7,2 |

| 3,2 |

| −1,8 |

| −12 |

| −18 |

| −20,6 |

| −17,2 |

| −10,6 |

| −2,9 |

| 2,2 |

| 6,9 |

| 8,6 |

| 7,2 |

| 3,2 |

| −1,8 |

| −12 |

| −18 |

Dawson Creek ist flach, nur der nordöstliche Rand erhebt sich über die Stadt. Der Bach, der der Stadt seinen Namen gab, fließt von Osten nach Westen durch die Mitte der Stadt. Die Böden des Umlandes entsprechen laut Canada Land Inventory der Güteklasse 2C. Dies bedeutet, dass die Qualität und damit die Vielfalt dort anbaufähiger Pflanzen durch das ungünstige Klima eingeschränkt ist.
Dawson Creek befindet sich im Südwesten des Peace River Country, 72 km südöstlich von Fort St. John und 134 km nordwestlich von Grande Prairie. Es liegt in der Ökoregion B.C. Peace Lowland der Canadian Boreal Plains, die zu den kontinentalen Interior Plains Nordamerikas gehört. Das Gebiet hat ein subhumides nördliches Klima, da es zur Klimaregion der nordamerikanischen Kordilleren gehört. Die Stadt bereitet ihr Trinkwasser aus dem Kiskatinaw River auf, der 18 km westlich der Stadt nach Norden dem Peace River zufließt.
Im Sommer ist es in der Stadt häufig staubig und trocken. In dieser Zeit treten unregelmäßig starke Regengüsse auf, die nur wenige Minuten dauern. Der durchschnittliche Niederschlag im Juli beträgt 83,5 mm bei einer Durchschnittstemperatur von 15,22 °C. Im Winter kann es in der Stadt sehr kalt und trocken werden. Im Durchschnitt fallen jährlich 171 cm Schnee, von denen durchschnittlich 33 cm im Januar fallen. In diesem Monat beträgt die Durchschnittstemperatur −14,7 °C. In der Stadt wehen das ganze Jahr über starke Winde. Die Zeit folgt das ganze Jahr über der Mountain Standard Time; Tageslicht ist im Sommer lange und im Winter nur kurz zu sehen.

## Kultur und Freizeit

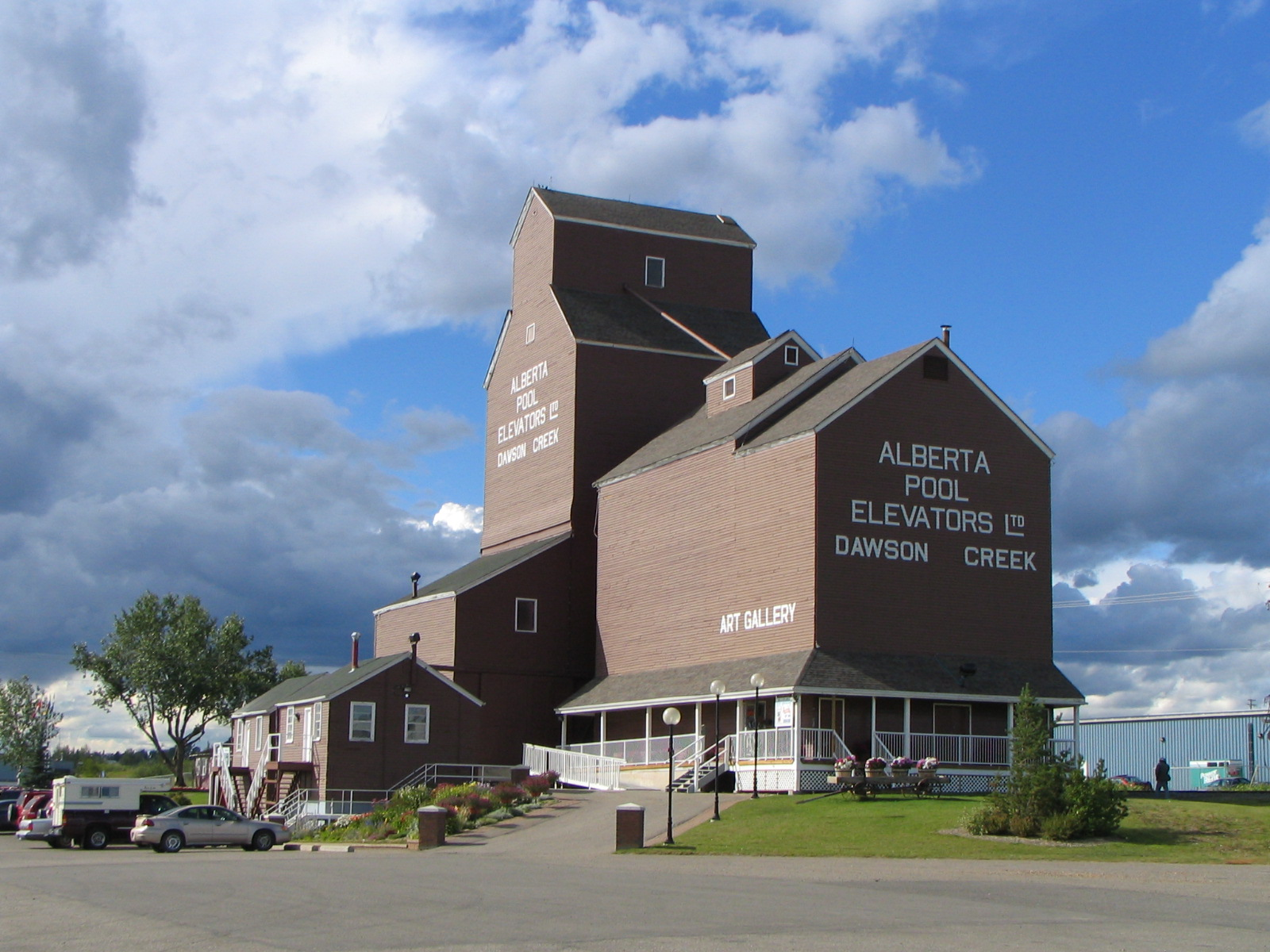
Dawson Creek Art Gallery in einem ehemaligen Getreideheber

Reisende treffen sich in der Regel im Northern Alberta Railways Park, bevor sie Dawson Creek verlassen. Der Park ist etwa 1,3 Hektar groß und markiert den offiziellen Anfang des Alaska Highway. Im Park befindet sich auch – in einem renovierten Getreideheber – die Dawson Creek Art Gallery. Sie stellt Werke örtlicher Künstler und Kunsthandwerker aus. Das Station Museum das sich ebenfalls im Park befindet, beheimatet eine Ausstellung und Originalobjekte über den Bau von Northern Alaska Railway und Alaska Highway. Ein Museumsdorf, das Walter Wright Pioneer Village, befindet sich im Nordwesten der Stadt im Mile Zero Rotary Park. Das Museumsdorf besteht aus einigen der ersten Gebäude aus den Pionierzeiten der Gegend und zahlreiche Gegenstände aus dieser Zeit.
Dawson Creek hat einen Golfplatz und diverse Anlagen für Freiluftsportarten wie Schwimmen, Eislaufen und Tennis. Das nahegelegene Bear Mountain, südlich der Stadt gelegen, verfügt über mehr als 20 km Schneeschuh- und Skilanglauf-Strecken sowie Abfahrtspisten. Zwischen Dawson Creek und Tumbler Ridge und darüber hinaus gibt es mehr als 500 km an Schneemobilstrecken. Im Sommer werden diese Strecken mit Mountainbikes und Quads befahren.
In der Stadt gibt es drei Eishallen, zwei für Eishockey und eine für Curling, sowie eine Freiluft-Eisschnelllaufbahn sowie eine Schwimmhalle, einen Skateboard-Park mit Jugendzentrum. Sie befinden sich gemeinsam im Zentrum der Stadt. Im Südosten der Stadt wird derzeit als neuer Freizeit- und Sportkomplex der South Peace Community Multiplex errichtet. Er wird besonders die Schwimmhalle ersetzen und ist aufgrund seiner ungünstigen Lage und der stark steigenden Baukosten Objekt öffentlicher Diskussionen. Er sollte ursprünglich 21,6 Mio. CAD (ca. 15,5 Mio. Euro) kosten. Bei Baubeginn waren die projektierten Kosten jedoch bereits auf 35 Mio. CAD (ca. 25 Mio. Euro) gestiegen. Am Standort des Multiplex wird vor allem kritisiert, dass er sich fern den Wohngebieten in einem Industriegebiet direkt hinter dem Wal-Mart-Markt befindet. Allerdings liegt das Ausstellungsgelände von Dawson City in der Nähe, und der Multiplex wird auch eine Rodeo-Halle, ein Kongresszentrum und möglicherweise Spielhallen beherbergen.
Das bedeutendste Ereignis im Jahreslauf ist die jährliche Herbstmesse und -ausstellung, die seit 1953 abgehalten wird. Sie findet an fünf Tagen Ende August statt. Unter anderem werden in dieser Zeit ein Profi-Rodeo-Wettbewerb, Messen und Ausstellungen sowie eine Parade ausgerichtet. Weitere Ereignisse sind das Musikfestival Dawson Creek Symphonette and Choir im März, die Auktion der Dawson Creek Art Gallery im April, das Dawson Creek Spring Rodeo im Juni und das Peace Country Blue Grass Festival im Juli.
In Dawson Creek sind verschiedene regionale Tageszeitungen erhältlich, von denen die Peace River Block Daily News und die Alaska Highway News, beide Teil der Canwest-Global-Lokalzeitungskette, die beiden wichtigsten sind. Die Peace River Block Daily News erscheinen in Dawson Creek und konzentrieren sich stärker auf Dawson Creek, während die Alaska Highway News in Fort St. John erscheinen, auf das sie ihre Berichterstattung stärker ausrichten. Die Northeast News sind eine wöchentliche Gratiszeitung, die in Fort St. John erscheint und Büros in Dawson Creek und Fort Nelson unterhält. Der einzige Radiosender, der von Dawson Creek aus sein Programm ausstrahlt, ist CJDC 890 AM, ein Country-Musik-Sender. Der einzige Lokalfernsehsender ist der CBC-Sender CJDC-TV.

## Politik
Die Stadt Dawson Creek wird nach dem Council-Manager-Verfahren, einem der beiden Gemeindeverwaltungsverfahren in den USA und Kanada, regiert. Alle drei Jahre wird ein Stadtrat mit sechs Mitgliedern nebst einem Bürgermeister gewählt. Bürgermeister ist derzeit Dale Bumstead. Bei denselben Wahlen werden auch zwei Schulausschuss-Delegierte gewählt, die Dawson Creek im Board of Education #59 vertreten, in dem die regionale Bildungspolitik festgelegt wird. Der Bürgermeister und der Stadtrat verabschieden die örtlichen Bestimmungen und Verordnungen und den Stadthaushalt. Die Stadt hat eine eigene Feuerwehr, die für die Stadt in einen Fünf-Meilen-Umkreis verantwortlich ist. Für die Polizeiaufgaben besteht ein Vertrag mit der Royal Canadian Mounted Police, der kanadischen Bundes- und Nationalpolizei.
Dawson Creek gehört zum Wahlkreis Peace River South für Wahlen auf Provinzebene. Es wird im Parlament von British Columbia durch Blair Lekstrom (BC Liberal Party) vertreten, der 1996 und 1999 zum Bürgermeister von Dawson Creek gewählt worden war. Bei den Provinzparlamentswahlen 2001 wurde er in das Parlament gewählt, was ihm 2005 erneut gelang. 2001 wurde er mit 2176 Stimmen (66,93 Prozent in der Stadt beziehungsweise 64,2 Prozent im Wahlkreis) gewählt, Zweitplatzierter war Grant Mitton (Social Credit Party) mit 530 Stimmen. 2005 erhielt Lekstrom 2167 Stimmen (56,74 Prozent in der Stadt, 57,74 Prozent im Wahlkreis), erfolgreichster Gegenkandidat war Pat Shaw (NDP) mit 1314 Stimmen.
Vor Lekstrom war Jack Weisgerber der örtliche Abgeordnete. Weisgerber wurde ursprünglich als Mitglied der British Columbia Social Credit Party 1986 ins Provinzparlament gewählt. Ende der 1980er Jahre war er Energie-, Bergbau- und Erdölminister sowie Minister für Indigene Angelegenheiten. Weisgerber wurde trotz der allgemeinen Stimmenverluste seiner Partei 1991 wiedergewählt und war von 1992 bis 1993 Vorsitzender seiner Partei. 1996 wurde er erneut wiedergewählt, diesmal jedoch für die Reform Party of British Columbia, obwohl er in den Umfragen hinter den Kandidaten der BC Liberal Party und der New Democratic Party gelegen hatte.
Bei Wahlen auf nationaler Ebene gehört Dawson Creek zum Wahlkreis Prince George—Peace River. Im House of Commons wird der Wahlkreis von Jay Hill (Conservative Party) vertreten. Vor Hill, der erstmals 1993 ins Unterhaus gewählt wurde, hatte Frank Oberle von der Progressive Conservative Party den Sitz 20 Jahre lang, von 1972 bis 1993, inne. Die Wähler in Dawson Creek geben wie diejenigen der meisten Bezirke des Wahlkreises bei Bundeswahlen weit überwiegend ihre Stimme konservativen Kandidaten. Bei den Unterhauswahlen 2004 erhielt Hill in Dawson Creek 60,53 Prozent der Stimmen (58,71 Prozent im Wahlkreis), 2000 hatte er gar 69,58 Prozent der Stimmen (69,61 Prozent im Wahlkreis) erhalten.

## Söhne und Töchter der Stadt
- Phil Sykes (* 1959), Eishockeyspieler
- Donna Feore (* 1963), Choreografin und Theaterregisseurin
- Craig Redmond (* 1965), Eishockeyspieler
- Gabriel Bergen (* 1982), Ruderer